# Sonoluminiscencija
Sonoluminiscencija je pojava pri kojoj uz pomoć mehaničkih valova (ultrazvuk) mjehurići u tekućini rastu i implodiraju, te pri tom emitiraju svjetlost, koja traje manje od 50 pikosekundi. 

## Istraživanje
Pojava sonoluminiscencije je prvi puta primjećena 1934., na Univerzitetu u Kölnu, kao rezultat proučavanja sonara ili podvodnog električnog lokatora. H. Frenzel and H. Schultes su postavili ultrazvučni pretvarač u tekućinu za razvijanje fotografija, s namjenom da ubrzaju postupak. Primijetili su pojavu mjehurića na slici, što nisu znali objasniti. Danas se zna da je to bila pojava sonoluminiscencije s više mjehurića. 
1989. su Felipe Gaitan i Lawrence Crum dobili sonoluminiscenciju sa samo jednim kavitacijskim mjehurićem, što je bio veliki napredak. Uspjeli su uhvatiti jedan mjehurić sa zvučnim stojnim valom, tako da su pronašli bolji način za pručavanje te pojave. Primijetili su da je unutrašnja temperatura tog mjehurića dovoljna da otopi čelik. Zadnji pokusi su pokazali da je ta temperatura oko 20 000 K.

## Svojstva
U eksperimentu, mala kuglasta staklena posuda, napunjena vodom rezonira harmoničnim zvučnim valom od 20 kHz, koji potječe iz zvučnika. Zatim se vrlo mali zračni mjehurić upuše u centar kuglaste staklene boce. Kada je mjehurić točno centriran u boci, počinje ritmički implodirati i emitirati svjetlost. Svijetlo se emitira u ultrakratkim svjetlosnim bljeskovima, koji nose trilijun puta veću koncentraciju energije od izvorne zvučne energije. Temperatura u centru mjehurića doseže astronomskih 20 000 ºC, uz ogroman tlak.
Bljeskovi svjetla su vrlo kratki, između 35 do 100 pikosekundi, sa snagom od 1 do 10 mW. Mjehurići su vrlo mali kad emitiraju svjetlost, oko 1 μm u promjeru. U početku je pojava stabilna, ali se s vremenom pojavljuje Rayleigh–Taylorova nestabilnost (nestabilnost između dva fluida različite gustoće). Dodavanjem male količine plemenitih plinova (helij, argon ili ksenon), jačina svjetla se povećava.

## Hladna fuzija
Daljnja istraživanja te prirodnog pojave, sonoluminiscencije, bi mogla voditi onom što se naziva sonofuzija, vrsti hladne fuzije, kojoj fizika već toliko dugo teži.
1989. znanstvenici Pons i Fleischmann s Universiteta u Utahu izjavili su da su uz pomoć elektroda od paladija, spojenih na bateriju i uronjenih u deuterij stvorili fuziju. Sonofuzija bi pomoću zvučnih valova stvarala titranje tlaka u tekućini bogatoj deuterijem, i zbog tog titranja bi dolazilo do implozije sitnih mjehurića deuterijeve pare, koja izaziva fuziju jezgara? 
Javno rasulo Ponsa i Fleischmanna 1989. nije ostao nezapažen: naime, odonda se tajno radi u mnogim laboratorijima kako bi se njihova tvrdnja opravdala i pronašao nov način dobivanja enormne količine energije. Mnogi su vjerovali da tu “ima nešto”, jer je Fleischmann bio vrlo cijenjen elektrokemičar. Napokon 2002. Američka ratna mornarica izlazi s radom naslovljenim “Termalni i nuklearni aspekti Pd/D2O sistema”.
Neke grupe znanstvenika su uspjele ponoviti eksperiment Ponsa i Fleischmanna, te su u nekim slučajevima uspjeli izvući čak 250% energije koju su uložili, no, kritici tvrde da višak energije ne znači nužno da se odvija fuzija, te da su produkti fuzije helij i vodikov izotop tricij. Talijanski znanstvenici su čak uspjeli dobiti i te produkte, što je pokazatelj da je fuzija bila uspješna. 
Ako se reakcija snima infracrvenom kamerom, očito je da do viška topline ne dolazi po cijeloj površini paladijevih ploča, već samo u obliku mini-eksplozija na dijelovima elektroda.  Fleischmann, koji i dalje radi na istraživanju hladne fuzije, osjeća se više-manje osvećenim, naime, i dalje se hladnu fuziju često smatra alternativnom znanošću, no istraživanja poznatih instituta i američke vojske ukazuju na moguću uporabljivost tog energenta
Znanstvenici Lahey, Taleyarkhan i Nigmatulin tvrde da na taj način mogu izazvati fuziju u običnoj tubi od Pyrex stakla koristeći deuterizirani aceton. Pomoću generatora neutrona izazivaju nastanak mjehurića u tekućini, te ih pomoću zvučnih valova implodiraju. Emisiju neutrona, koji su produkt fuzije, prate pomoću detektora neutrona. Mnogi znanstvenici su kritizirali Taleyarkhana da skriva načine na koje je izazvao sonofuziju, te nacrte aparature, zbog toga što gotovo nitko nije uspješno ponovio njegove eksperimente. On se, pak, brani da je uvijek iznosio sve potrebno da bi se pokusi uspješno obavili, te je raznim metodama pokušavao dokazati uspješnost svojih eksperimenata, no i dalje je cijelo to područje obavijeno velom tajne i intrige. 
Hladna fuzija je za mnoge svojevrsni kamen mudraca, utopija da će svaka industrija i svako kućanstvo imati beskonačne količine energije. Možda to i jest tako, no možda je, ipak, hladna fuzija sasvim moguća, no nema svoju financijsku potporu zbog političkih interesa.